# ジューン・タルペ・ミルズ
ジューン・タルペ・ミルズ（June Tarpé Mills、1912年2月25日 – 1988年12月12日）は米国人の漫画家。女性漫画家として先駆者の一人で、代表的なキャラクター『ミス・フューリー』は女性によって作られた最初の女性アクションヒーローだった。

## 来歴
ニューヨークのブルックリンで生まれ、美容師のシングルマザーだった母に育てられた。ミルズはモデルとして学費を稼ぎながらプラット・インスティテュートで学んだ。当初はファッション分野のイラストレーションを描いていた。1938年までにコミックを描き始めたが、当時は女性漫画家への偏見があったためファーストネームを隠して「タルペ・ミルズ」を名乗った。活動初期に作り出したアクション・ジャンルのコミックキャラクターにはデビルズダスト、キャットマン、パープルゾンビ、デアデビル・バリー・フィンがいる。初期に原作、ペンシル、インクを手掛けたシリーズには Star Comics, Amazing Mystery Funnies, Amazing-Man Comics, Masked Marvel, Prize Comics, Target Comics, Reg'lar Fellers Heroic Comics が挙げられる。
代表作となる『ミス・フューリー』は1941年に始まった。同作の人気が高まるにつれ、作者が女性であることも報じられるようになった。1952年の連載終了後は漫画家として半引退の状態になり、グラフィックデザイナーとして活動した。1971年に一時的に復帰してマーベル・コミックスで Our Love Story を描いた。1979年に『ミス・フューリー』のスピンオフ長編に着手したが完成しなかった。
ミルズは1988年12月12日にニューヨーク市ブルックリンにおいて肺気腫で死亡し、ニュージャージー州モーガンヴィルに埋葬された。2019年7月19日にアイズナー賞殿堂に迎えられた。

## ミス・フューリー
「ミス・フューリー」はベル・シンジケートを通じて1941年4月6日から新聞各紙に配信された。女性ヒーローの草分けとして知られるワンダーウーマンより8カ月早いデビューだった。11年の連載期間中に480話が各紙の日曜版にカラーで掲載され、タイムリー・コミックスから再録版コミックブック全8号が刊行された。最盛期には100紙以上に配信され、コミックブック100万部以上が発行されていた。
ミス・フューリーは耳や尾がついた黒い豹皮のボディスーツを着たヒーローで、主な敵役にはナチスの工作員エリカ・フォン・カンプとブルーノ将軍や、ギャングで女装愛好家のウィッフィがいる。その正体である女名士マーラ・ドレイクはミルズ自身の外見がモデルになっていた。
第二次世界大戦中にヨーロッパや南太平洋に配備された米軍戦闘機のうち3機の機首にミス・フューリーの絵がペイントされていた。ミルズはコスチュームを半分脱いだミス・フューリーのセクシーな絵を米軍兵士に送っていた。作中に登場するペルシャ猫ペリー・パーのモデルとなったミルズ自身の飼い猫は、マスコットとして米軍艦の航海に帯同したと報じられている。

### ファッション
ミルズの作画は「華やかで美しい」と評されており、特に女性主人公の服装に注意が払われていた。衣装はイブニングドレスやランジェリーから水着やスポーツウェアまでバラエティに富んでいた。連載後期のミス・フューリーはほとんど黒豹風のヒーロースーツを着ずに流行のファッションで活動するようになった。ファッションへの目配りは同時代の女性漫画家ダリア・メシック（やはり男性名デイル・メシックで活動していた）の『記者ブレンダ・スター』にも共通しており、当時の男性漫画家が女性主人公に「簡素な赤いドレス」ばかり着せていたのと好対照をなしていた。
1947年には大胆なビキニを着たナイトクラブの女性を描いたため、配信紙のうち37紙に掲載を拒否された。日曜版「ミス・フューリー」第10回（1941年6月8日）で描かれた水浴びシーンは新聞には掲載されたものの、タイムリー・コミックスのコミックブック版には収録されなかった。
『ミス・フューリー』のコミックブック版では、切り抜き着せ替え人形の付録ページがコミックブックとして初めて登場した。女性コミック史の研究家トリナ・ロビンスはこれを理由に同誌が女の子の読者を想定していたと推測している。ミルズはファンレターで絵を送ってほしいと書いてきた若年の女性にこの種の紙人形を送り返していた。

## 作風
『ミス・フューリー』におけるミルズの作画はミルトン・カニフの絵柄の影響下にある。数コマにまたがるアクションシークエンスや、姿勢や表情の自然さは「映画的」「完璧に自然な流れに見える」と評されており、フィルム・ノワール風とも言われる。またミルズのキャラクターアートは「ピンナップにぴったり」とされている。一方でエクリプス・エンタープライズの編集者・出版者ディーン・ムラニーは「[ミルズの] 絵は非常に伝統的なものだ。驚きはないし、あっと言わせるような瞬間もない」と評している。
コミック史研究家ロン・グーラートは活劇を中心とするミルズの作風を「男性的でハードボイルド」と呼んだ。『ミス・フューリー』は鞭打ち、スパイクヒール、キャットファイト、ランジェリーシーンのようなフェティシズムを扱っており、グーラートは当時の大衆小説からの影響がうかがえるとしている。

## コミック史上の位置づけ
文学研究者ヴィクトリア・インガルスは2012年の論文で、ポップカルチャーに見られる女性スーパーヒーローのうち女性の作者によって作られたのは11人しかいないと書いている。ミルズのミス・フューリーはその中でもっとも早く登場したキャラクターである。
The Supergirls の著者マイク・マドリッドはミス・フューリーがコミック黎明期の女性ヒーローの典型に含まれると述べ、ファントムレディ、スパイダーウィドウ、ミス・マスク、レディ・ラックをほかの例に挙げた。これらのキャラクターはいずれも社交界に出入りする資産家の息女で、礼儀作法に縛られる退屈な生活を送っていたが、スリルを求めて覆面のヒーローとして犯罪との闘いに身を投じる。マドリッドは特に、ミルズの主人公マーラ・ドレイク（ミス・フューリーの正体）が一般人としてのアイデンティティを強く持っている点に女性作家ならではの現実感があると書いている。
『ミス・フューリー』の女性描写は当時のコミックとしては進歩的だった。フューリーは有能で自立した現実的な女性として描かれ、作中で複数の男性とロマンスを持つが特定の相手に縛られることはなかった。またヒーロー活動のかたわら孤児の養子を育てるシングルマザーでもあった。イタリア人の漫画家マリア・ラウラ・サナポはミス・フューリーが当時のすべての女性を代表していたと書いている。
ミルズが『ミス・フューリー』を描き始めた1942年ごろは、米国でコミック産業の黎明期を支えた若い漫画家（男性がほとんどを占めていた）の多くが第二次世界大戦に徴兵され、その代わりに女性漫画家が急増した時期だった。マイク・マドリッドは、ミルズが少年向けのアクション作品に女性的な感性を取り入れ、スーパーヒーロー、ロマンス、冒険、西部劇、戦記コミックの特異なハイブリッドを作り出したと書いている。戦後になって従軍していた男性が米国社会に復帰し始めると、アクション・ジャンルのコミックは主に男性漫画家が手掛けるようになり、女性が描く女性ヒーローの系譜はほぼ途絶えた。ミルズとミス・フューリーも歴史の中に埋もれていったが、コミックにおける女性史の研究家でフェミニストのトリナ・ロビンスなどによって後年に再評価が行われた。ウェブメディア「ヴァルチャー」は2018年に「コミックの歴史を作った100作品」のリストに『ミス・フューリー』を選出した。

### 受賞と表彰
2012年、Miss Fury: Sensational Sundays 1941-1944 がアイズナー賞の復刊書籍部門にノミネートされた。ミルズ自身は2019年に同賞の殿堂に入った。

## 作品目録
- Funny Pages (1936)
  - "Diana Deane in "White Goddess"" vol. 3, #8[31]
  - "The Third Episode of Diana Deane in "White Goddess"" vol. 3, #9[32]
  - "White Goddess [conclusion]" vol. 4, #1[33]
- Star Comics (1939)
  - "Diana Deane in Hollywood" vol. 2, #5 and #7[34]
  - Phantom Rider #18[35]
  - It takes heavy artillery to win a water pistol fight! #23[36]
- Amazing Mystery Funnies (1939)[37]
  - Daredevil Barry Finn vol. 2, #4-5, #9, #11-12, and vol. 3 #1
- Amazing Man Comics (1939)
  - "The Coming of Cat-Man" #5[38]
  - "The Ivy Menace" #6[39]
  - "The Return of the Cat Man" #8[40]
- Masked Marvel (1940)
  - "The Vampire" #2[41]
- Prize Comics (1940)
  - "Birth of a Barnstormer" vol. 1, #1[42]
  - "The Rescue of Lt. Andre" vol. 1, #1[42]
  - "The Diamond Smuggler" vol. 1, #2
  - "The Lost City of Tsol" vol. 1, #2
  - "Murder of a Mail Pilot" vol. 1, #3[43]
  - "Marco Hawk's Big Score" vol. 1, #3[43]
  - "Mamba Island" vol. 1, #4[44]
  - "The Witch Doctor's Waterloo" vol. 1, #5[45]
  - "The Search For Kalobi" vol. 1, #6[46]
- Target Comics (1940)
  - "The Maskless Axeman" vol. 1, #1[47]
  - "Ninety Seconds For No. 91" vol. 1, #2[48]
  - "Devil's Dust" vol. 1, #2[48]
  - "Dance of Death" vol. 1, #3[49]
  - "The Music Monster" vol. 1, #4[50]
  - "Ezekiel's Ark" vol. 1, #5[51]
  - "The Blue Zombie" vol. 1, #6[52]
  - "Boomerang" vol. 1, #9 and #11[53][54]
  - "Sword of Destiny" vol. 1, #10[55]
  - "Satan's Colors" vol. 1, #12[56]
  - "The Three Mutineers" vol. 2 #1[57]
- Reg'lar Fellers Heroic Comics (1940-1942)[58]
  - Issues 1-12 (Purple Zombie series)
- Miss Fury (1941-1952)
- Our Love Story (1969)
  - "Model With a Broken Heart" #14[59]
- Unpublished and unfinished Miss Fury graphic novel (1979)[60]

### 没後の刊行
- Miss Fury: Sensational Sundays 1944-1949
- Miss Fury: Sensational Sundays 1941-1944 (2013)[60]
- CBLDF Presents: She Changed Comics (2016)[61]
- Men of Mystery Comics #104 (2017)[62]
- Prize Comics (2017)[63]